# Sinnraum Oberreute

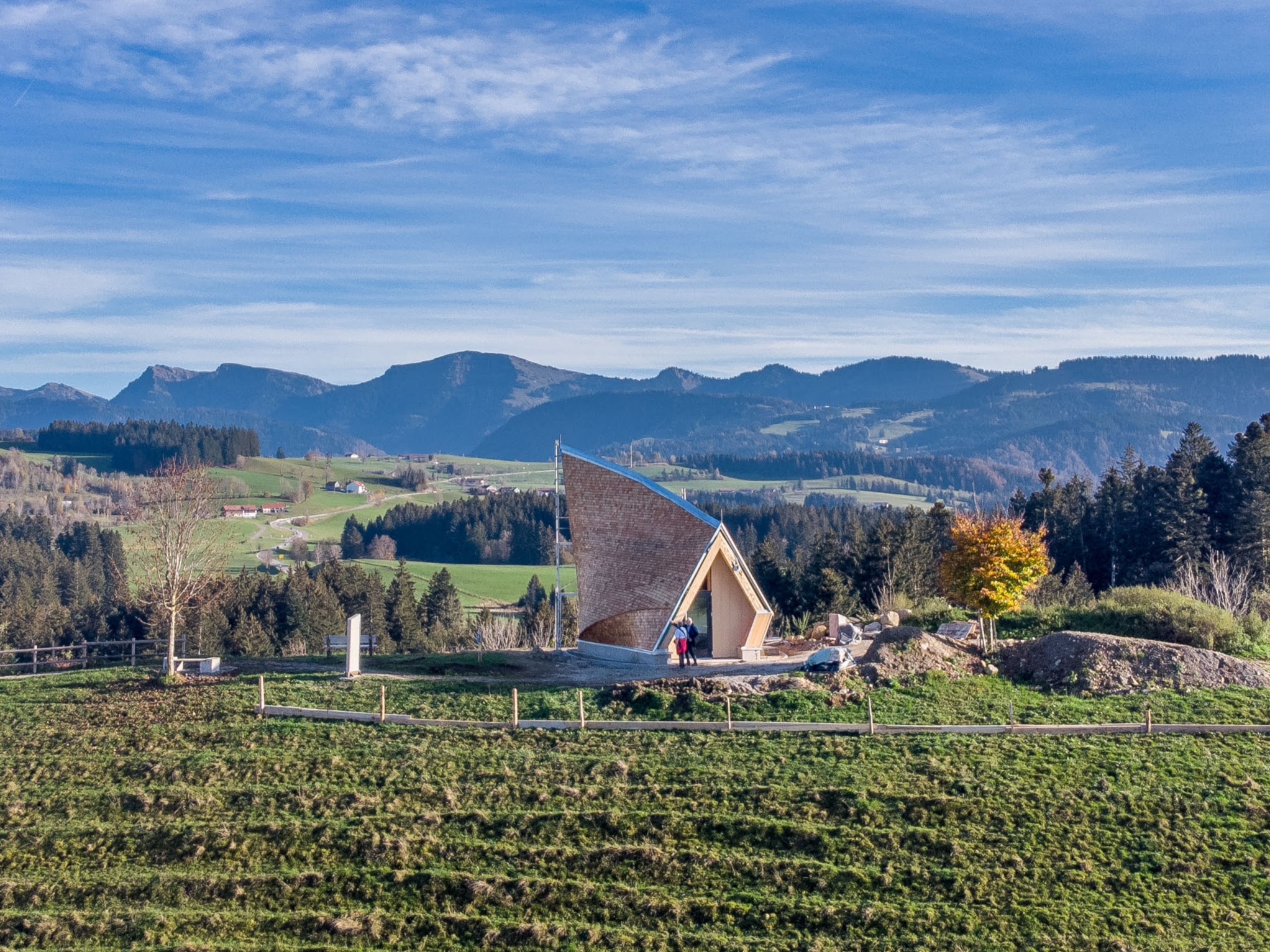
Sinnraum Oberreute

Die Kapelle Sinnraum steht in Beule, einem Gemeindeteil der Marktgemeinde Oberreute im bayerisch-schwäbischen Landkreis Lindau (Bodensee) von Bayern. Der ökumenische, für alle Konfessionen offene Raum ist die einzige öffentliche Kapelle der Gemeinde Oberreute. Die Kapelle wurde auf einem eiszeitlichen Drumlin errichtet.

## Beschreibung
Die in Holzbauweise errichtete Kapelle ist geschindelt. Der Eingang ist nach Osten ausgerichtet. Die Architekten wollten bei der Gestaltung eine Verschmelzung von Quadrat, Dreieck und Kreis umsetzen. Im Herbst 2024 war die Kapelle erstmalig für die Öffentlichkeit zugänglich. Die Erbauung wurde durch Geld- und Sachspenden, Frondienste und öffentliche Fördermittel ermöglicht.